# Jack Ketchum
Jack Ketchum (właśc. Dallas William Mayr; ur. 10 listopada 1946 w Livingston, zm. 24 stycznia 2018 w Nowym Jorku) – amerykański pisarz powieści grozy.

## Życiorys
Urodził się 10 listopada 1946 roku i był jedynym dzieckiem niemieckich imigrantów: żołnierza Dallasa Williama Mayra (1908–1997) oraz księgowej Evelyn Fahner Mayr (1915–1987).
Mieszkał w Nowym Jorku.
Zmarł w wieku 71 lat na raka po długiej walce.

## Publikacje

### Serie
Cykl o kanibalach:
- 1980 – Poza sezonem (Off Season)
- 1991 – Potomstwo (Offspring)
- 1998 – Winter Child – opowiadanie
- 2010 – Kobieta (The Woman) (z Lucky McKee)

### Powieści
- 1984 – Zabawa w chowanego (Hide and Seek)
- 1987 – Cover
- 1989 – Przebudzenie (She Wakes)
- 1989 – Dziewczyna z sąsiedztwa (The Girl Next Door)
- 1994 – Przejażdżka (Joyride, Road Kill)
- 1995 – Jedyne dziecko (Stranglehold, Only Child)
- 1995 – Rudy (Red)
- 1997 – Babski wieczór (Ladies' Night)
- 2001 – Straceni (The Lost)
- 2012 – I'm Not Sam
- 2016 – The Secret Life of Souls (z Lucky McKee)

### Nowele
- 1998 – Prawo do życia (Right To Life)
- 2001 – The Passenger
- 2003 – Przeprawa (The Crossings)
- 2006 – Chwasty (Weed Species)
- 2008 – Old Flames

### Zbiory opowiadań
- 1998 – The Exit at Toledo Blade Boulevard
- 2003 – Królestwo spokoju (Peaceable Kingdom)
- 2008 – Czas zamykania (Closing Time and Other Stories)